# Sympetrum vulgatum
Sympetrum vulgatum (Linnaeus, 1758) je vrsta iz familije Libellulilade. Srpski naziv ove vrste je Brkati poljski konjic.

## Opis vrste
Trbuh mužjaka je svetlonarandžast, grudi su nešto tamnije s dve duge, crne linije preko celih grudi i trećom, kraćom, između njih. Trbuh i grudi ženke su oker sa istim rasporedom crnih linija na grudima. Oči su oker ili braon, dok je lice svetlo. Između očiju i lica nalazi se crni pojas koji podseća na brkove. Noge oba pola su žute sa crnom, uzdužnom linijom. Krila su providna s krupnom, braon pterostigmom. Ova vrsta je slična sa, kod nas, mnogo češćom vrstom Sympetrum meridionale.

## Stanište
Naseljava razne tipove stajaćih voda s vodenom vegetacijom, ali ne tako bogato obrasle.

## Životni ciklus
Parenje se odigrava u letu. Jaja polažu na vegetaciju iznad vode ili na vodi. U stadijumu jajeta provode zimu i izležu se naredne godine. Jaja polažu u tandemu. Egzuvije ostavljaju nisko na priobalnom rastinju.

## Sezona letenja
Sezona letenja traje od juna do novembra.

## Literatura
- Brooks, Philip S. Corbet & Stephen J. (2008). Dragonflies. London: Collins. стр. 67. ISBN 0-00-715169-1.

## Spoljašnje veze
- Fauna Europaea Архивирано на веб-сајту  (4. март 2016)